# Bambaê de caixa
Bambaê de caixa, é uma dança de roda folclórica brasileira, com acompanhamento de instrumentos de percussão.

## Características
Geralmente, um ou dois casais bailam no centro da roda ao som das percussões. Apresenta coreografias complexa com giros bruscos que exigem grande agilidade dos brincantes. Os integrantes da roda dançam com passos variados e rápidos, os casais revezam, ora frente a frente, ora de costas. O bambaê de caixa é muito presente nos municípios da Baixada Ocidental Maranhense, sobretudo São Bento e Cajapió.